# Regulus regulus teneriffae
Regulus regulus teneriffae o Regulus teneriffae, és un reietó, és a dir, un moixonet de la família dels regúlids (Regulidae), endèmic de les illes Canàries.

## Morfologia
Molt semblant a la subespècie tipus R.r.regulus, present al Pirineu, però amb la banda negra del capell més ampla, una mica més fosc per sota i el bec més llarg.

## Taxonomia
Tradicionalment s'ha considerat la població canària del reietó, una subespècie, però arran alguns estudis de finals del segle XX apareix com una espècie de ple dret en classificacions com la de Sibley & Monroe, 1990. Estudis posteriors demostren que la població canària d'aquest gènere pertany en realitat a dues taxons diferents, anomenant teneriffae a la població de Tenerife i la Gomera i ellenthalerae a la de la Palma i el Hierro.

## Hàbitat i distribució
Habita principalment la laurisilva però també els boscos de pi canari i de Monterrey a les illes de Tenerife i la Gomera.